# Szurt tartomány
Szurt tartomány (arabul شعبية سرت [Šaʿbiyyat Surt]) Líbia huszonkét tartományának egyike. A történelmi Tripolitánia régióban, az ország északi részén fekszik: északon a Földközi-tengerhez tartozó Szidrai-öböl, keleten el-Váhát tartomány, délen el-Dzsufra tartomány, délnyugaton el-Dzsabal el-Garbi tartomány, északnyugaton pedig Miszráta tartomány határolja. Székhelye Szurt városa. Lakossága a 2006-os népszámlálás adatai szerint 141 378 fő.

## Fordítás
Ez a szócikk részben vagy egészben  a   Libyen#Verwaltungsgliederung című német Wikipédia-szócikk ezen változatának fordításán alapul.  Az eredeti cikk szerkesztőit annak laptörténete sorolja fel. Ez a jelzés csupán a megfogalmazás eredetét és a szerzői jogokat jelzi, nem szolgál a cikkben szereplő információk forrásmegjelöléseként.
1. ↑  http://statoids.com/uly.html. [2012. május 5-i dátummal az eredetiből archiválva].